# Kalle Laanet
Kalle Laanet, estonski politik in policist, * 25. september 1965, Orissaare, okrožje Saare
Je član XIV. Riigikoguja. Od leta 2014 je član Estonske reformne stranke.
Med leti 2002–04 je bil policijski prefekt v Talinu (estonsko Tallinna politseiprefekt).
Med leti 2005–07 je bil minister za notranje zadeve (estonsko Eesti siseminister).
Bil je član XI., XII., XIII. in XIV. Riigikogu.
Od leta 2021 je minister za obrambo (estonsko Eesti kaitseminister).